# Il ritorno del re (romanzo)
Il ritorno del re (The Return of the King) è il terzo volume de Il Signore degli Anelli, romanzo di J. R. R. Tolkien. Come ultimo libro contiene anche le appendici, che forniscono informazioni sulla storia, la lingua e gli usi delle civiltà incontrate.

## Trama

### Libro quinto deIl Signore degli Anelli

#### Capitolo I
Minas Tirith (Minas Tirith)
Gandalf e Pipino arrivano nella grande, ma decadente, città di Minas Tirith per parlare con Denethor, Sovrintendente Regnante di Gondor. Pipino giura fedeltà e obbedienza a Denethor per ripagare il debito verso Boromir che gli salvò la vita. Pipino è quindi portato attraverso la città da Beregond, un soldato della guardia, e successivamente dal figlio di questi, Bergil. Pipino e Bergil finiscono la giornata guardando gli uomini di Gondor marciare per organizzare la difesa della città. L'Oscurità innaturale di Mordor ha inizio tramite le esalazioni provocate dal Monte Fato.

#### Capitolo II
Il passaggio della grigia compagnia (The Passing of the Grey Company)
La narrazione ritorna a Dol Baran, dove Gandalf e Pipino hanno lasciato la compagnia. Aragorn, Legolas, Gimli, Théoden e Éomer sono raggiunti dalla cosiddetta "Grigia Compagnia", un gruppo di Raminghi del Nord della stessa stirpe di Aragorn, partiti da Gran Burrone insieme ad Elladan ed Elrohir, figli di Elrond Mezzelfo. Insieme si dirigono verso il Fosso di Helm. Ivi arrivati Merry pone la sua spada al servizio di Re Théoden e, mentre fervono i preparativi per la guerra e si elaborano le necessarie strategie, Aragorn decide di giocare un'astuta quanto pericolosa mossa: immerge il suo sguardo nel palantír di Orthanc, rivelandosi così a Sauron per quello che egli è: il legittimo Re di Gondor. Adesso il mortale nemico sa di dover fare i conti anche con l'erede di Isildur, e questo potrebbe fargli fare qualche mossa avventata, oltre che fargli distogliere l'attenzione dal Portatore dell'Anello.
Tuttavia, dalla antica pietra, Aragorn apprende anche della reale entità delle forze nemiche e delle loro imminenti mosse e, poiché il tempo per preparare l'esercito sembra non essere sufficiente, decide di percorrere il cosiddetto Sentiero dei Morti: una strada misteriosa e lugubre che nessuno è mai riuscito a percorrere per intero e su cui circolano nefaste leggende. Accompagnato dalla "Grigia Compagnia" - a cui si aggiungono gli immancabili Legolas e Gimli - egli, dunque, si reca ad Edoras e quindi a Dunclivo. Lì Éowyn prova, senza successo, prima di dissuaderlo di intraprendere quella strada e poi di accompagnarlo lungo il sentiero dei morti. La compagnia attraversa il tunnel sotterraneo dei morti e ivi convocano tutti i morti presso il colle di Erech. Alla roccia di Erech, Aragorn, chiede ai morti di fare fede al giuramento che tempo addietro, quando in vita, avevano fatto ad Isildur e seguirlo per spazzare i servitori di Sauron. Solo dopo questo il giuramento può considerarsi mantenuto e i morti potranno avere pace.

#### Capitolo III
L'adunata di Rohan (The Muster of Rohan)
Théoden, Éomer, e Merry scendono le colline fino a Dunclivo. Nel forte apprendono che Aragorn ha attraversato il sentiero dei morti e Théoden racconta a Merry la storia di questo sinistro percorso. Qui Théoden riceve degli emissari di Denethor che gli chiedono di raggiungere in aiuto Minas Tirith. Il re dispone che i cavalieri a suo seguito si preparino alla svelta per partire alla volta di Minas Tirith, ma ordina a Merry di restare a Dunclivo. Merry, tuttavia, riesce a seguire il re con la sua spedizione aiutato da un giovane cavaliere che si presenta con il nome di Dernhelm.

#### Capitolo IV
L'assedio di Gondor (The Siege of Gondor)
La narrazione ritorna a Gandalf e Pipino. Pipino viene convocato dal Sovraintendente di Gondor il quale lo nomina suo scudiero. Durante una pausa, Pipino incontra nuovamente Beregond. La conversazione dei due è interrotta da grida feroci e il suono di una tromba: è Faramir che è attaccato dai Nazgûl. Faramir, grazie a Gandalf che gli era corso incontro per soccorrerlo, riesce a raggiungere la città fortificata. Qui farà rapporto al padre, Denethor, e dirà di aver incontrato Frodo e di averlo lasciato continuare verso Cirith Ungol, il passo maledetto che porta a Mordor.
Denethor incalza il figlio, criticandolo per non aver preso l'anello da Frodo, ma Gandalf interviene dicendo che l'anello non avrebbe portato nessun bene a Gondor. Il mattino seguente Faramir parte per guidare la guarnigione di Osgiliath, la prima che sarà raggiunta dal nemico. Nell'attacco, le forze di Sauron, in sovrannumero, hanno la meglio su quelle di Faramir che è quindi costretto a ritirarsi. Durante la ritirata viene però ferito. Ha così inizio l'assedio di Minas Tirith. Denethor, afflitto di dolore per suo figlio morente, lascia il comando in mano a Gandalf e si ritira nelle sue stanze. Gli orchi incendiano il primo cerchio della città, mentre Denethor, ormai impazzito, decide di erigere una pira dove bruciare in rogo lui e il figlio. Gli orchi sfondano il cancello di ingresso della città guidati dal signore dei Nazgûl e Gandalf gli si fa avanti per affrontarlo. Il capitolo si chiude con il suono dei corni di Rohan giunti in soccorso.

#### Capitolo V
La cavalcata dei Rohirrim (The Ride of the Rohirrim)
I Rohirrim attraversano la foresta Druadana dove incontrano gli uomini selvaggi. Il loro capo, Ghân-buri-Ghân dà informazioni su quanto sta succedendo a Minas Tirith e si offre di condurli per sentieri che solo lui conosce in modo da aggirare le vedette nemiche, poste lungo la strada proprio per rallentare l'arrivo dei rinforzi, e travolgere, con un assalto improvviso, gli assedianti, tuttavia si rifiuta di aiutarli in battaglia. Le truppe di Rohan superano così, senza incidenti, la Foresta Druadana e Valle Cavapietra e arrivano a Minas Tirith. Qui, vedendo che ormai gli orchetti avevano aperto il cancello, caricano il nemico.

#### Capitolo VI
La battaglia dei campi del Pelennor (The Battle of the Pelennor Fields)
La carica di Rohan, guidata dal Re in persona con la sua scorta, travolge le truppe a nord bruciando accampamenti e distruggendo le macchine d'assedio.
La cavalleria degli Haradrim, guidata dal loro capitano, contrattacca puntando diritto verso Théoden. Nonostante la cavalleria Haradrim sia tre volte superiore, Théoden e i suoi hanno la meglio: il re stesso ucciderà il loro comandante.
Il re dei Nazgûl, che aveva abbandonato il cancello, attacca, con il suo destriero alato, Theodén mettendo in fuga la guardia. Nevecrino, il cavallo del re, spaventato a morte si imbizzarrisce e, colpito da una freccia, cade sul fianco travolgendo il suo cavaliere. Théoden rimane lì, morente, solo al suo destino, quando si frappone tra il re e il signore dei Nazgûl, il giovane cavaliere Dernhelm. Il signore oscuro gli intima di andarsene e di non osare sfidarlo perché "nessun uomo vivente" può sconfiggerlo, al che Dernhelm si rivela essere Éowyn (quindi una donna e non un uomo). Approfittando dello stupore dello schiavo dell'anello, Éowyn taglia di netto la testa del destriero alato. Il re stregone a questo punto incalza Éowyn distruggendo a colpi di mazza lo scudo e rompendole il braccio. Quando il cavaliere oscuro sta per uccidere definitivamente la giovane, Merry lo distrae colpendolo al ginocchio con il suo pugnale elfico, fabbricato tra l'altro proprio per sconfiggere il signore di Angmar. Grazie all'intervento di Merry, Éowyn riesce a trafiggere con la sua spada il volto invisibile del nemico, uccidendolo: il signore dei Nazgûl è stato sconfitto, non da uomo vivente, come lui aveva detto, ma da una donna e un hobbit.
Éowyn cade come morta in avanti, mentre il re, ignaro che nelle vicinanze giace inanime la sua nipote adorata, muore sereno tra le braccia di Merry. Giunge nel frattempo Éomer con il resto della scorta per tentare di salvare il re, ma vedendolo morto gli tributa un ultimo saluto. Éomer più in là scorge anche sua sorella tra i caduti e, credendola morta, ritorna con i suoi in battaglia ormai senza più interesse per il suo destino. Merry comincia a sentirsi male dopo essere entrato in contatto con il Signore dei Nazgûl. Nel fiume, nel frattempo, veleggiano vele nere e, in cuor loro, i difensori di Gondor credono che la fortuna li abbia ormai abbandonati pensando che quelle vele siano dei corsari di Umbar giunti a dargli il colpo di grazia; in realtà è Aragorn giunto in loro aiuto. Con questi rinforzi ormai sopraggiunti, la battaglia termina a favore di Gondor, ma grandi sono comunque le perdite sofferte.

#### Capitolo VII
Il rogo di Denethor (The Pyre of Denethor)
Pipino racconta a Gandalf della pazzia di Denethor. Entrambi si dirigono nelle stanze dove Beregond difende il ferito Faramir dall'immolazione. Gandalf termina il conflitto salvando Faramir dal rogo e, per un momento, Denethor sembra riprendere il senno. Si scopre che Denethor ha usato un palantír e, ingannato da Sauron, ormai non aveva nessuna speranza di vittoria e, soprattutto, non voleva andare sotto il comando di Aragorn. Quindi, mentre Gandalf porta via Faramir, Denethor dà improvvisamente fuoco al rogo, bruciando se stesso e il palantír. Faramir è portato alle case di guarigione.

#### Capitolo VIII
Le case di guarigione (The Houses of Healing)
Théoden è deposto nella Sala della Torre. Éowyn, Merry e molti altri giacciono feriti nelle case di guarigione e Gandalf chiama Aragorn in assistenza perché le mani del re sono mani di guaritore, come dice un antico proverbio di Gondor. Aragorn utilizza le foglie di re (Athelas) per curare Faramir, Éowyn, Merry e gli altri feriti. Nel frattempo, gli abitanti di Minas Tirith cominciano a dire che il re è tornato.

#### Capitolo IX
L'ultima discussione (The Last Debate)
Gimli e Legolas entrano a Minas Tirith e qui incontrano Merry e Pipino. I capitani decidono, nel frattempo, l'azione successiva da intraprendere. Al termine del consiglio decidono di marciare con un'armata di 7000 uomini contro i cancelli neri di Mordor per distrarre l'attenzione di Sauron ed evitare che si accorga di Sam e Frodo che marciano verso la distruzione dell'anello.

#### Capitolo X
Il cancello nero si apre (The Black Gate Opens)
L'esercito, con Gandalf, Aragorn, Gimli, Legolas e Pipino, arriva ai cancelli neri. Da qui esce il portavoce di Sauron che gli mostra dei beni appartenenti a Sam e Frodo. In cambio della vita di questi, la Bocca di Sauron chiede una resa incondizionata e che tutte le terre ad est dell'Anduin siano riconosciute a Sauron, mentre quelle ad ovest fino alle montagne nebbiose e alla breccia di Rohan diventino tributarie di Sauron sotto la guida di un suo luogotenente. Gandalf chiede di vedere gli ostaggi, ma l'emissario esita, quindi Gandalf rigetta tutti i termini imposti. Il portavoce se ne va e presto le truppe di Sauron li circondano. Il gran capo dei troll di Gorgoroth stordisce Beregond e lo sta per finire, ma interviene pronto Pipino a difesa dell'amico e uccide il nemico che, nella caduta, li travolge. Pipino sviene, non prima di aver sentito le parole: "Arrivano le Aquile!".

### Libro sesto deIl Signore degli Anelli

#### Capitolo I
La torre di Cirith Ungol (The Tower of Cirith Ungol)
Sam va alla ricerca di Frodo nella torre degli orchi e scopre che gli orchi si sono uccisi l'uno con l'altro per dividersi le cose di Frodo, specialmente la cotta di mithril. Sam trova Frodo in cima alla torre dove gli restituirà l'anello.

#### Capitolo II
La terra d'ombra (The Land of Shadow)
Travestiti da orchetti, Sam e Frodo attraversano Mordor. Dal Discorso di due orchi che sentono mentre sono nascosti, scoprono che Gollum, rubando la cotta di Frodo, ha contribuito a disperdere le tracce dei due Hobbit, più avanti hanno anche prova che li sta seguendo. Durante il cammino vengono intercettati da una truppa di orchi, credendoli due orchi disertori, li costringono ad unirsi alla loro marcia. Approfittando di un momento di confusione, riescono comunque a fuggire.

#### Capitolo III
Monte Fato (Mount Doom)
Frodo e Sam raggiungono Monte Fato. Gollum li attacca all'improvviso tentando di reimpadronirsi dell'anello, ma Frodo riesce a sconfiggerlo. Sam si prepara ad uccidere Gollum, ma, mosso da pietà, gli risparmia la vita. Sull'orlo del vulcano, Frodo non ha la forza di gettare l'anello, ma, anzi, lo pretende per sé e lo infila al dito; in quel momento, Gollum rispunta all'improvviso e attacca Frodo staccandogli a morsi il dito e quindi l'anello. Tuttavia Sméagol, troppo impegnato ad esultare per aver riconquistato il suo "Tesssoro", non si accorge di mettere un piede di troppo nel baratro e precipita nel vulcano trascinando con sé l'anello, distruggendolo una volta per tutte.

#### Capitolo IV
Il campo di Cormallen (The Field of Cormallen)
La narrazione ritorna là dove è stata interrotta nel capitolo 10 del libro V. Le aquile arrivano a dare man forte agli eserciti dell'Ovest. Sauron, nel momento in cui Frodo indossa l'anello, si rende conto finalmente dell'enorme pericolo e richiama tutti i Nazgûl, ma ormai è troppo tardi: l'anello è distrutto e con lui Sauron. Le forze di Mordor, orfane di Sauron, fuggono. Gandalf, con l'aiuto delle aquile, recupera Sam e Frodo in cima al monte Fato. Sam e Frodo si risvegliano in Ithilien e qui vengono festeggiati con grandi onori. Entrambi si riuniscono con Grampasso, ora re, e il resto della compagnia dell'anello.

#### Capitolo V
Il Sovrintendente e il Re (The Steward and the King)
La narrazione comincia a Minas Tirith nelle case di guarigione dopo che gli eserciti dell'ovest sono partiti per i Cancelli neri. Éowyn, affidata alle cure dei guaritori, chiede di vedere colui che ha il comando a Gondor per potergli chiedere di lasciare le case di Cura e partecipare anche lei alla battaglia. Il custode della casa di guarigione la porta allora dinanzi a Faramir che di diritto è destinato a essere il nuovo sovrintendente di Gondor. Faramir, vedendola, se ne innamora. Merry, anche lui a Minas Tirith per essere curato, racconta a Faramir le pene che Éowyn soffre. Lentamente i due giovani si innamorano fino a quando Éowyn accetta di sposare Faramir.
Aragorn, con Gandalf e gli Hobbit, fa ritorno a Minas Tirith. Qui Gandalf incorona Aragorn re. Aragorn nomina Faramir principe dell'Ithilien e Beregond capo della guardia di Faramir. Gandalf conduce Aragorn sui monti Mindolluin per svelargli che ormai il mondo è affidato alla stirpe degli uomini e che quindi dovrà governare con saggezza. Qui Aragorn trova un piccolo arbusto di Albero bianco, il simbolo di Gondor, lo prende e lo pianterà nel cortile del palazzo a sostituzione dell'antico albero appassito. Gli elfi giungono anche loro a Minas Tirith e Arwen sposa Aragorn.

#### Capitolo VI
Molte separazioni (Many Partings)
La compagnia va a Nord, verso Rohan, per seppellire Théoden e quindi celebrarne la memoria con grandi festeggiamenti. Da qui vanno a Isengard, dove gli Ent hanno ripiantato gli alberi, ma, mossi da pietà, hanno rilasciato Saruman. Legolas e Gimli proseguono per Fangorn; Aragorn ritorna al suo regno portandosi la chiave di Orthanc, mentre il resto della compagnia prosegue il suo viaggio verso nord incontrando durante il cammino Saruman e Grima. Saruman non si mostra affatto pentito. Gli Hobbit e Gandalf arrivano quindi a Gran Burrone dove visitano Bilbo ormai molto invecchiato.

#### Capitolo VII
Verso Casa (Homeward Bound)
Nel loro cammino verso la contea, gli Hobbit e Gandalf si fermano a pernottare nella locanda del Puledro Impennato dove apprendono dall'oste, Omorzo Cactaceo, che ci sono stati problemi in Brea durante la loro assenza. Gli Hobbit lo assicurano che le cose andranno meglio da quando Aragorn, conosciuto da Omorzo come il Vagabondo Grampasso, è Re e quindi lasciano Brea e partono per la contea. Gandalf abbandona gli Hobbit per andare a visitare Tom Bombadil.

#### Capitolo VIII
Percorrendo la Contea (The Scouring of the Shire)
Arrivati alla Contea, gli Hobbit scoprono che ora è comandata da un lontano cugino di Frodo, Lotho Baggins, che in realtà è il burattino di un certo "Sharkey" che tiranneggia per la contea con i suoi uomini e mezz'orchi al seguito.
Merry e Pipino guidano una rivolta contro gli uomini di Sharkey e li ricacciano dalla contea nella battaglia di Lungacque, l'ultima battaglia combattuta nella Contea.
Scoprono che Sharkey non è altro che Saruman. Saruman prova ad uccidere Frodo che però si salva grazie alla cotta di Mithril, nonostante questo Frodo decide di risparmiargli la vita. Saruman confessa, compiaciuto, che Lotho è stato ucciso nel sonno da Gríma e quindi, percuotendo con un calcio il suo servitore, si allontana, ma Vermilinguo, stanco dei maltrattamenti, uccide Saruman e tenta di fuggire, ma nella fuga viene trafitto da frecce Hobbit. Saruman lascia una contea ridotta ad una landa desolata.

#### Capitolo IX
I porti grigi (The Grey Havens)
In questo capitolo si narra della ripulizia della Contea: Gli Hobbit che furono incarcerati da Saruman vengono tutti liberati, e Sam utilizza il dono di Galadriel per ripiantare gli alberi nella Contea, facendoli crescere a grande velocità. In pochi giorni boschi e foreste ricrescono, facendo tornare la contea quella di un tempo. Con il passare degli anni, Frodo comincia a sentirsi male a causa delle ferite e del lungo contatto che ha avuto con l'Anello. Frodo, terminato di scrivere la sua storia sul Libro Rosso, si reca, insieme a Sam, che nel frattempo si è sposato con Rosa Cotton e ha avuto una bambina, Elanor (come il nome di uno dei fiori di Lórien), ad incontrare gli Elfi. Insieme agli elfi trovano Bilbo, il quale nel frattempo ha compiuto 131 anni. Tutti, eccetto Sam, che era all'oscuro delle reali intenzioni del padrone, lasciano la Terra di Mezzo per raggiungere Aman. Ai Porti Grigi, c'è anche Gandalf, che parte anch'egli per Aman, ma è arrivato là con Merry e Pipino, in modo che Sam non sia costretto ad affrontare il triste viaggio di ritorno da solo. Dopo che le navi lasciano la riva, i tre Hobbit rimasti nella Terra di Mezzo tornano poi a casa.

### Appendici
A - Annali dei Re e Governatori
I. I re Númenoreani
II. La casa di Eorl
III. Il popolo di Durin
B - Il calcolo degli anni
C - Alberi genealogici
D - Calendario della Contea valido per tutti gli anni
E - Scrittura e pronunzia
I. Pronunzia di parole e nomi propri
II. Scrittura
F - Notizie etnografiche e linguistiche
I. Popoli e lingue della Terza Era
II. A proposito della traduzione

## Adattamenti cinematografici
Nel 2003 il regista Peter Jackson ha tratto da questo volume il terzo ed ultimo film della sua trilogia cinematografica: Il ritorno del re.

## Edizioni italiane
- Il ritorno del Re. Il Signore degli Anelli III, traduzione di Vicky Alliata di Villafranca, Collana Narrativa, Milano, Rusconi, ottobre 1970.
- Il ritorno del Re. Il Signore degli Anelli, trad. riveduta e corretta col coordinamento della Società Tolkieniana Italiana, Milano, Bompiani, 2003-2019.
- Il ritorno del Re. Il Signore degli Anelli. Parte 3, traduzione di Ottavio Fatica, Collana Narrativa straniera, Milano-Firenze, Bompiani, 2020, ISBN 978-88-301-0272-9.